# Stinnes-Legien-Abkommen
Das Stinnes-Legien-Abkommen (amtlich: Satzung für die Arbeitsgemeinschaft der industriellen und gewerblichen Arbeitgeber und Arbeitnehmer Deutschlands.) – auch Novemberabkommen – vom 15. November 1918 war eine Kollektivvereinbarung (Vertrag) zwischen 21 gewerblichen und industriellen Arbeitgeberverbänden und sieben Gewerkschaften (Freie, christliche und polnische Gewerkschaften). Seinen Namen verdankt es den beiden federführenden Unterzeichnern: dem Ruhrindustriellen Hugo Stinnes und dem Vorsitzenden der Generalkommission der Gewerkschaften Deutschlands Carl Legien, auf Arbeitgeberseite unterschrieben es aber auch u. a. Alfred Hugenberg (Hugenberg-Konzern), Friedrich Springorum (Hoesch AG), Hans von Raumer (Zentralverband der Deutschen Elektrotechnischen Industrie), Carl Friedrich von Siemens, Walther Rathenau (AEG) und Ernst Borsig und auf Arbeitnehmerseite u. a. Adam Stegerwald (Christliche Gewerkschaften), Gustav Hartmann (Hirsch-Dunckersche Gewerkvereine) und Anton Höfle (Deutscher Technikerverband).
Die Arbeitgeberverbände erkannten die Gewerkschaften als Vertreter der Arbeiterschaft an (Nr. 1 der Vereinbarung) und vereinbarten die Arbeitsbedingungen durch Kollektivvereinbarungen (Nr. 6 der Vereinbarung; später Tarifverträge genannt) zu regeln. Zugleich wurde damit von Arbeitgeberseite die Einrichtung von Arbeiterausschüssen in den Betrieben (Nr. 7 der Vereinbarung; später Betriebsräte genannt) und die Einführung des Achtstundentags (Nr. 9 der Vereinbarung) vereinbart. Ein Zentralausschuss für die Durchführung der Vereinbarung wurde errichtet (Nr. 10 und 11 der Vereinbarung), dessen Entscheidungen verbindliche Geltung haben sollten (Nr. 12 der Vereinbarung). Für die Gewerkschaften bedeutete die Vereinbarung einen sozialpolitischen Durchbruch, denn mit ihm vollzog die Groß- und Schwerindustrie eine radikale Abkehr von ihrer bisherigen antigewerkschaftlichen Politik. Hatte der Staat die Gewerkschaften mit dem Hilfsdienstgesetz vom 5. Dezember 1916 als legitime Interessenvertreter der Arbeiter anerkannt, wurden sie nun von den Arbeitgebern als Tarifpartner akzeptiert.
Gleichzeitig vereinbarten die Partner der Vereinbarung eine Satzung für die Arbeitsgemeinschaft der industriellen und gewerblichen Arbeitgeber und Arbeitnehmer Deutschlands. Dort wurden die Organe der Arbeitsgemeinschaft (Zentralvorstand und Zentralausschuss) festgelegt und die Gliederung in Fachgruppen (für jeden Industrie- oder Gewerbezweig mit mehr als 100.000 Beschäftigten) und deren Organe bestimmt (§ 2 der Satzung).
Was für die Gewerkschaften als ein Vertragswerk von grundsätzlicher Bedeutung für den Wandel im Verhältnis zwischen Kapital und Arbeit galt, war für die Unternehmer ein Not- und Zweckbündnis. Aus Furcht vor einer Sozialisierung ihrer Fabriken in der Novemberrevolution hatten sie, wenige Tage nach Ausbruch der Revolution (9. November), das Abkommen unterzeichnet. „Die Großindustriellen waren in schwerster Sorge vor einer kommenden Sozialisierung […] Sie waren zu allem bereit, wenn sie nur ihr Eigentum behielten.“
Gleichwohl diente das Abkommen als Vorlage für die gesetzliche Regelung der Tarifvertragsbeziehungen zwischen Gewerkschaften und Arbeitgeberverbänden – zunächst in der Weimarer Republik (Verordnung über Tarifverträge, Arbeiter- und Angestellten-Ausschüsse und Schlichtung von Arbeitsstreitigkeiten) vom 23. Dezember 1918 und später im Vereinigten Wirtschaftsgebiet und in der Bundesrepublik Deutschland (Tarifvertragsgesetz vom 9. April 1949). Es kann daher als frühes Gründungsdokument der Sozialpartnerschaft begriffen werden, die sich erst in der Sozialordnung der Bundesrepublik Deutschland voll entfaltete.